# Michał Ignacy Ślizień
Michał Ignacy Brunon Ślizień herbu własnego (zm. 1729) – pisarz skarbowy Wielkiego Księstwa Litewskiego, wojski oszmiański w 1701 i 1705 roku, strażnik polny Wielkiego Księstwa Litewskiego w 1698 roku, podstoli oszmiański w latach 1698–1715.
Jako poseł powiatu oszmiańskiego był uczestnikiem Walnej Rady Warszawskiej 1710 roku.